# Marcelo Viana
Pour les articles homonymes, voir Viana.
Marcelo Miranda Viana da Silva (né le 4 mars 1962) est un mathématicien brésilien travaillant dans le domaine de la théorie des systèmes dynamiques,.

## Formation et carrière
Marcelo Viana est né à Rio de Janeiro, au Brésil, de parents immigrants portugais. Il a grandi au Portugal et a fait des études de premier cycle à l'université de Porto. Il a obtenu son diplôme de doctorat à l'Institut national de mathématiques pures et appliquées (IMPA) de Rio de Janeiro, sous la direction de Jacob Palis, avec une thèse intitulée « Strange Attractors in Higher Dimensions ». Il est enfin directeur de l'IMPA. 
Il est ensuite post-doctorant à l'Université de Californie à Los Angeles et à l'Université de Princeton. Il est ensuite professeur à l'IMPA de Rio de Janeiro. Viana a notamment été professeur invité à l'École polytechnique fédérale de Zurich, à l'Université Paris-Sud, à l'Institut des Hautes Études Scientifiques (IHES) et à l'Université de Dijon.
Viana est vice-président de l'Union mathématique internationale de 2011 à 2014 et président de la Société mathématique brésilienne (en) de 2013 à 2015,.
Viana est directeur élu de l'Institut national de mathématiques pures et appliquées (IMPA) pour la période 2016-2019. De 2004 à 2007, il en a été le directeur adjoint. 
Viana est chroniqueur à Folha de S.Paulo.
Il a été président du comité exécutif du Congrès international des mathématiciens de 2018 à Rio de Janeiro.

## Travaux
Viana s'intéresse aux systèmes dynamiques chaotiques et en particulier à l'existence des attracteurs étranges. 
Après la preuve de l'existence des attracteurs étranges par Lennart Carleson et Michael Benedicks dans les attracteurs de Henon, Viana a calculé avec Leonardo Mora leur fréquence dans une classe plus générale d'attracteurs (avec bifurcation homoclinique), prouvant ainsi une conjecture de Jacob Palis. Il a également démontré l'existence d'attracteurs étranges pour les attracteurs avec bifurcations sur les cycles de points-selle. Viana a également trouvé de nouveaux types d'attracteurs de Lorenz en plus de trois dimensions (avec une dimension arbitraire des directions d'expansion).
Il a également généralisé avec Palis un théorème de Newhouse des années 1970 à des plusieurs dimensions. Le théorème affirme que dans le voisinage d'un difféomorphisme avec une tangente homoclinique, il existe de nombreux difféomorphismes qui ont une infinité d'orbites périodiques attractives
En 2001, avec Michael Benedicks, il a résolu un problème posé par David Ruelle et Jakow Sinai dans les années 1970 concernant les attracteurs de type Hénon (il s'agit de prouver que sa zone d'attraction, le bassin d'attraction, n'a pas de "trous").
En 2005, il a prouvé avec Artur Avila une conjecture de Maxim Kontsevich et Anton Zorich sur les exposants de Lyapunov du flux de Teichmüller sur l'espace de module des différentielles abéliennes sur les surfaces riemanniennes compactes (à savoir que les exposants de Lyapunov non triviaux sont tous différents)
.

## Prix et distinctions
Il bénéficie d'une bourse Guggenheim en 1993. Il reçoit un prix TWAS (en) en 1998  et en 2005, il a reçu le premier prix ICTP Ramanujan pour ses réalisations en recherche,. 
En 1998, il est conférencier plénier au Congrès international des mathématiciens à Berlin, avec une conférence intitulée « Dynamics: A Probabilistic and Geometric Perspective », ; auparavant, il a été conférencier  invité en 1994 au Congrès international de Zurich. 
En 2016, il est lauréat du Grand Prix scientifique de la Fondation Louis D..
Viana est décoré de l'Ordre national du Mérite scientifique du Brésil.

## Publications (sélection)
- Artur Avila et Marcelo Viana, « Simplicity of Lyapunov spectra: proof of the Zorich-Kontsevich conjecture », Acta Mathematica, vol. 198, no 1,‎ janvier 2007, p. 1–56 (DOI 10.1007/s11511-007-0012-1, lire en ligne, consulté le 2 janvier 2024).
- Jacob Palis et Marcelo Viana, « High Dimension Diffeomorphisms Displaying Infinitely Many Periodic Attractors », Annals of Mathematics, vol. 140, no 1,‎ 1994, p. 207–250 (ISSN 0003-486X, DOI 10.2307/2118546, lire en ligne, consulté le 2 janvier 2024)
- Leonardo Mora et Marcelo Viana, « Abundance of strange attractors », Acta Mathematica, vol. 171, no 1,‎ janvier 1993, p. 1–71 (ISSN 0001-5962 et 1871-2509, DOI 10.1007/BF02392766, lire en ligne, consulté le 2 janvier 2024)
- Christian Bonatti, Lorenzo J. Díaz et Marcelo Viana, Dynamics Beyond Uniform Hyperbolicity : A Global Geometric and Probabilistic Perspective, Springer Verlag, coll. « Encyclopaedia of Mathematical Sciences (EMS) » (no 102), 2005 (DOI 10.1007/b138174, présentation en ligne)